# Melanichneumon foxleei
Melanichneumon foxleei là một loài tò vò trong họ Ichneumonidae.